# مطالعة (تصوف)
المطالعة عند أهل التصوف توفيقات الحق للعارفين القائمين بحمل أعباء الخلافة ابتداء، أي من غير طلب ولا سؤال منهم أيضا.